# Pelle di tigre
Pelle di tigre (The Tiger's Coat) è un film statunitense del 1920, diretto da Roy Clements.

## Trama
Un facoltoso uomo d'affari scopre che la fidanzata, che lui ha sempre pensato fosse scozzese, è invece messicana. Il fidanzamento viene rotto e la ragazza se ne va via dalla città. Tempo dopo, al suo ritorno, lui si rende conto che lei è la donna della sua vita.

## Produzione
Il film fu prodotto dalla Dial Film Company.

## Distribuzione
Distribuito da William Wadsworth Hodkinson attraverso la Pathé Exchange, il film uscì nelle sale cinematografiche USA nel novembre 1920.

## Commento
Documento cinematografico unico, in quanto sola prova sopravvissuta alle ingiurie del tempo della parentesi hollywoodiana di Tina Modotti. La versatile artista, protagonista del film nel ruolo di una mistificatrice messicana e lanciata sui giornali dell'epoca come una bellezza sensuale ed esotica, adotta una recitazione incentrata sull'espressività del volto, più contenuta rispetto a quella delle divine del muto, confermando così la sua modernità artistica che si esprimerà definitivamente con la fotografia.